# Villasbuenas
Villasbuenas ist eine westspanische Gemeinde (municipio) in der Provinz Salamanca in der Autonomen Gemeinschaft Kastilien-León. 2024 hatte die Gemeinde 164 Einwohner. Zur Gemeinde gehören neben dem Hauptort Villasbuenas die Ortschaft Barreras.

## Lage
Villasbuenas liegt etwa 55 Kilometer westnordwestlich von Salamanca in einer Höhe von ca. 735 m.
Das Klima ist mäßig. Es fällt Regen in einer mittleren Menge (ca. 600 mm/Jahr).

## Bevölkerungsentwicklung
| Jahr      | 1900 | 1950 | 1960 | 1970 | 1981 | 1991 | 2001 | 2011 | 2021 |
| Einwohner | 954  | 792  | 752  | 638  | 400  | 379  | 311  | 231  | 181  |

## Sehenswürdigkeiten
- Kirche Unser Lieben Frau (Iglesia de Nuestra Señora de la Expectación) in Villasbuenas
- Kirche Unser Lieben Frau der Gnade in Barreras (Iglesia parroquial de Nuestra Señora de Gracia)

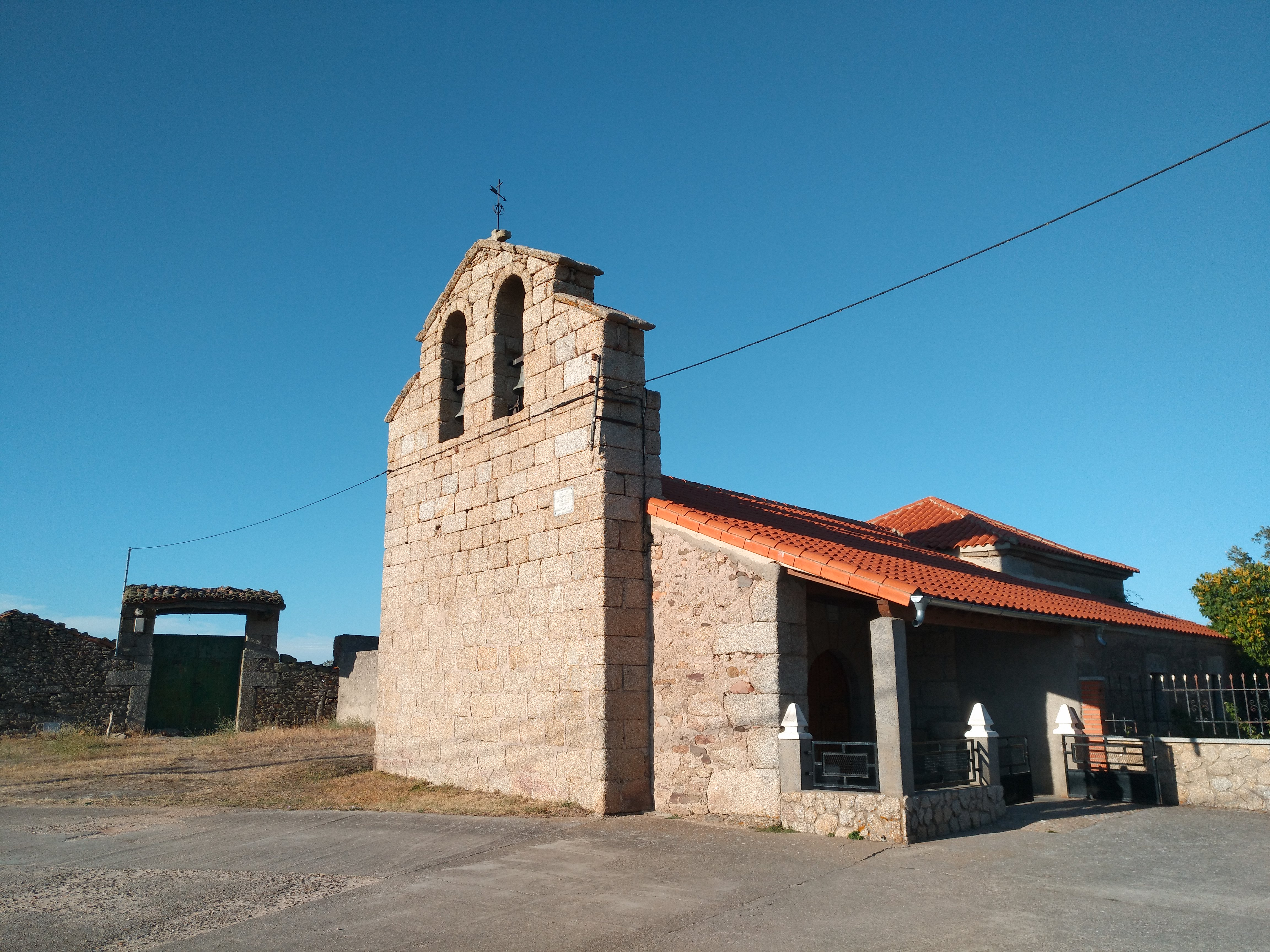
Kirche Unser Lieben Frau der Gnade in Barreras